# Yohan Blake
Yohan Blake (* 26. Dezember 1989 in Saint James Parish) ist ein jamaikanischer Sprinter und der 100-Meter-Weltmeister von 2011 in Daegu.
Seine offizielle Bestleistung von 9,69 s macht ihn zum zweitschnellsten Sprinter aller Zeiten hinter Usain Bolt und neben Tyson Gay.

## Leben
Blake wurde als Sohn von Veda und Shirley in Saint James Parish geboren. Er besuchte die St. Jago High School in der ehemaligen Hauptstadt Spanish Town.
2006 belegte er bei den Juniorenweltmeisterschaften in Peking den dritten Platz im 100-Meter-Finale. Mit der Jamaika-Staffel gewann er Gold. Bei den CARIFTA Games 2007 lief er mit 10,11 s die schnellste jemals von einem jamaikanischen Junioren gelaufene Zeit. 2008 erreichte er bei den Juniorenweltmeisterschaften in Bydgoszcz nur den vierten Platz in der 100-Meter-Disziplin. Seine Staffel kam als Zweite ins Ziel.
Seinen Spitznamen „The Beast“ (deutsch: die Bestie) erhielt er, als Usain Bolt 2008 in einem Interview sagte, dass Blake, der Anfang des Jahres zum Racers Track Club gewechselt war, wie ein Tier („beast“) trainiere.
Bei den jamaikanischen Meisterschaften Ende Juni 2009 in Kingston war er positiv auf das Stimulanzmittel 4-Methyl-2-hexanamin getestet worden. Zunächst wurde er freigesprochen, da die Substanz nicht auf der Dopingliste der WADA stand, wurde aber später mit einer dreimonatigen Sperre belegt, da die Substanz eine ähnliche Struktur wie ein verbotenes Dopingmittel hat.

### 2011

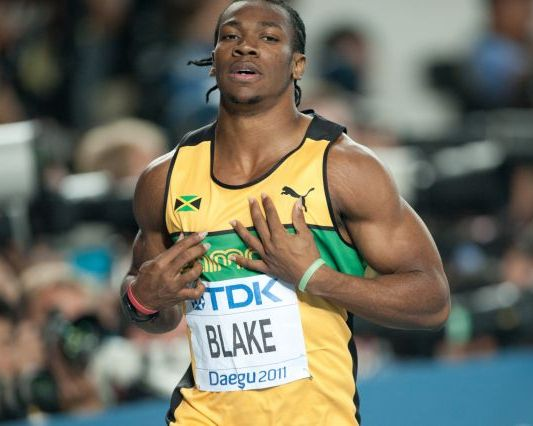
Blake 2011 bei Goldgewinn

Im Juni zeigte er bei den Trials, bei denen er hinter Asafa Powell den zweiten Platz belegte, seine Ambitionen auf eine Medaille bei den Weltmeisterschaften.
Am 5. August 2011 feierte er bei dem Diamond League Meeting in London mit 9,95 s seinen allerersten Diamond League Sieg, wobei er von der Absage Asafa Powells wegen einer Verletzung profitierte.
Am 28. August 2011 gewann er in Daegu die Goldmedaille der Weltmeisterschaften über 100 Meter. Mit 9,92 s bei 1,4 m/s Gegenwind setzte er sich gegen seine Konkurrenten Walter Dix und Kim Collins durch. Zuvor war der große Favorit Usain Bolt aufgrund seines Frühstartes disqualifiziert worden. Schon im Halbfinale war Blake mit 9,95 s der Schnellste gewesen. Eine zweite Goldmedaille bei diesen Weltmeisterschaften gewann Blake zusammen mit Nesta Carter, Michael Frater und Usain Bolt im 4-mal-100-Meter-Staffelwettbewerb. Die jamaikanische Staffelmannschaft stellte dabei mit einer Zeit von 37,04 s einen neuen Weltrekord auf.
Bei dem Finale der IAAF-Diamond-League in Zürich gewann er mit neuer persönlicher Bestleistung von 9,82 s bei Windstille das Rennen vor Asafa Powell.
Am 11. September gewann er das ISTAF in Berlin mit abermals 9,82 s vor Kim Collins und stellte damit neuen Wettbewerbsrekord auf.
Beim Memorial Van Damme der IAAF Diamond League am 16. September 2011 in Brüssel verbesserte Blake seine persönliche Bestleistung über 200 Meter von 19,78 s auf 19,26 s und stellte damit gleichzeitig die Weltjahresbestleistung auf. Nur der Weltrekordler Usain Bolt lief bisher schneller.

### 2012

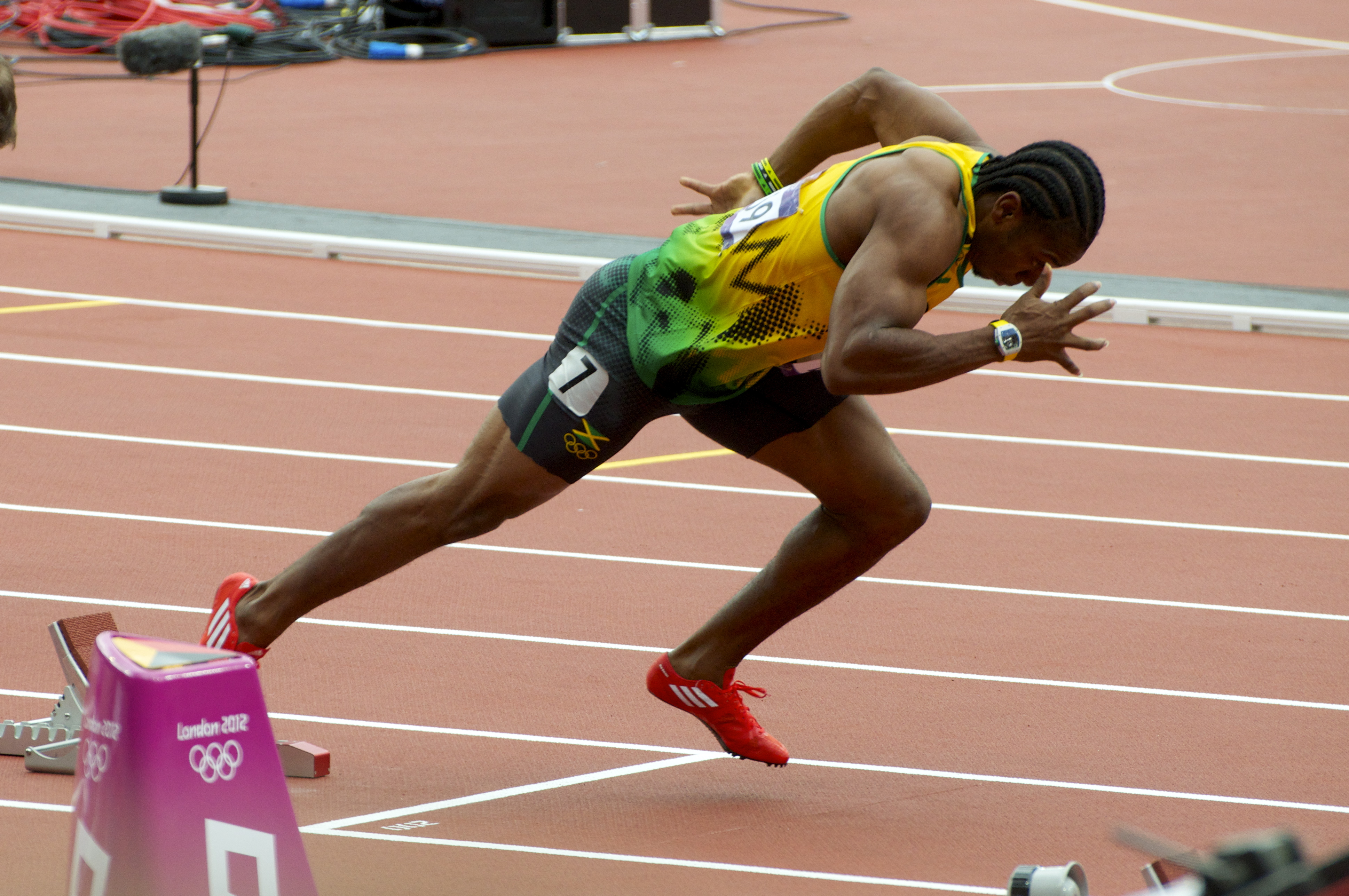
Olympische Spiele 2012: Start über 200 Meter

Nachdem er im Vorjahr überraschend Weltmeister geworden war, festigte er im Laufe des Jahres seine Position als einer der weltbesten Sprinter.
Bei den Camperdown Classics im Februar in Kingston lief er über die 400 Meter mit seiner neuen Bestleistung von 46,49 s auf den zweiten Platz. Am 14. April gewann Blake sein erstes Rennen der Saison: Bei den UTech Classics in Kingston lief er bei Regen die 100 Meter in 9,90 s. Seine Racers-Staffel, bei der sein Trainingspartner Usain Bolt als Schlussläufer lief, siegte in 37,82 s. Bei seinem ersten 200-Meter-Start gewann er vor Landsmann Ashmeade mit 19,91 s, wobei er auch gleich die Weltjahresbestleistung aufstellte. Auch bei dem Meeting auf den Kaimaninseln siegte er über die 100 Meter mit 9,84 s und zeigte sich nach dem Rennen zufrieden über die bisherige Entwicklung der Saison. Beim Adidas Grand Prix in New York am 9. Juni siegte er in 9,90 s vor Keston Bledman. Beim letzten Lauf vor den Jamaican Trials, kam er in Edmonton mit 10,05 s als Erster ins Ziel. Bei den Jamaican Trials am 29. Juni siegte er vor Usain Bolt in einer neuen persönlichen Bestzeit von 9,75 s und sicherte sich damit seine Olympiateilnahme. Er fügte seinem Trainingspartner damit die erste Niederlage seit zwei Jahren zu und bestätigte mit seiner Zeit die Aussagen seines Trainers, der ihn Anfang des Jahres Chancen gegen Bolt zugeschrieben hatte. Zwei Tage darauf besiegte er mit 19,80 s Bolt auch über 200 Meter und schlug ihn auf dieser Distanz zum ersten Mal seit fünf Jahren. Gleichzeitig egalisierte er die bisherige Weltjahresbestleistung von ihm selbst und qualifizierte sich für Olympia. Bei seinem letzten Rennen vor Olympia siegte am 17. Juli in Luzern. Mit einem neuen Meetingrekord von 9,85 s gewann er den 100-Meter-Lauf souverän vor Michael Frater.
Bei den Olympischen Spielen in London erreichte er als jeweils Erster seines Vorlaufs und Halbfinales das Finale. Dort lief er erneut seine Bestleistung von 9,75 s, kam damit aber hinter Usain Bolt nur auf den zweiten Platz und gewann seine erste olympische Medaille. Im Finale des 200-Meter-Laufs errang er in 19,44 s, der siebtschnellsten jemals gelaufenen Zeit, hinter Bolt die Silbermedaille. Zusammen mit Carter, Frater und Bolt holte er mit neuem Weltrekord die Goldmedaille in der 4-mal-100-Meter-Staffel.

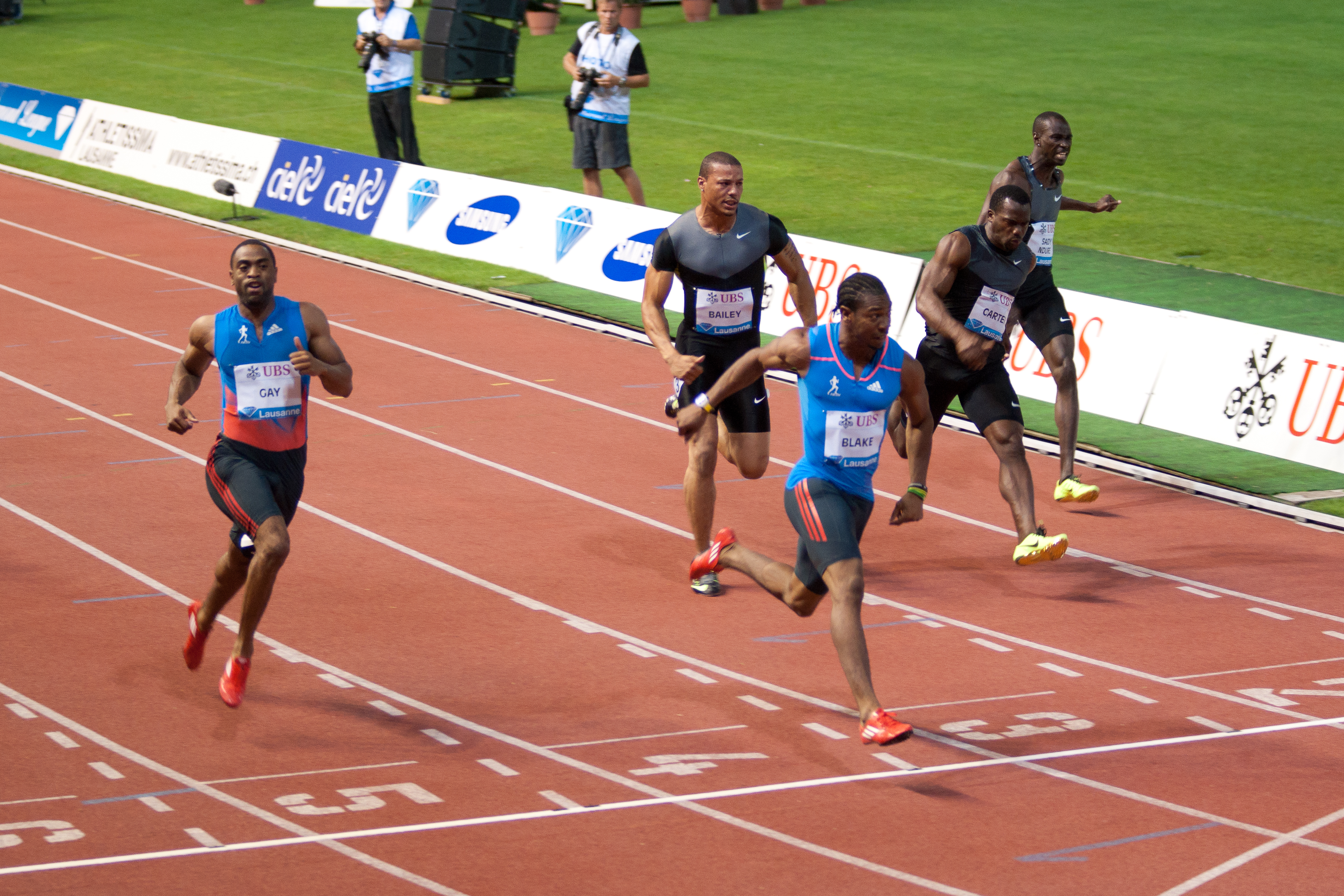
Blake (Bahn 4) bei seinem 9,69 s Lauf in Lausanne (2012)

Am 23. August gewann er vor Tyson Gay und Nesta Carter in Lausanne, mit 9,69 s schaffte er es außerdem als dritter Sprinter unter der 9,7-Sekunden-Marke zu bleiben. Eine Woche darauf gewann er in Zürich und hielt auch diesmal mit 9,76 s die Konkurrenz auf Distanz. Sein letztes Rennen der Saison absolvierte er über 200 Meter beim Memorial Van Damme. Mit 19,54 s lief er die drittschnellste Zeit des Jahres und sicherte sich den Sieg vor Young und Lemaitre.

### 2013
Wie schon im Jahr zuvor begann er die Saison mit einem 400-Meter-Lauf bei den Camperdown Classics in Kingston. Am 9. Februar startete er in einem Lauf mit seinem Teamkollegen Warren Weir, der mit 46,21 s vor ihm ins Ziel kam; Blake wurde mit 46,77 s Dritter in seinem Lauf. Am 23. Februar war er außerdem Teil der Racers Lions 4-mal-400-Meter-Staffel, die mit 3:04,00 s bei den Gibson Relays in Kingston Zweite wurde. Zum Abschluss seiner Saisonvorbereitung lief er am 23. März beim UWI Invitational mit 46,33 s eine neue Bestzeit über 400 Meter.
Wie auch im Vorjahr wollte er Aufeinandertreffen bei Wettkämpfen mit seinem Trainingspartner Usain Bolt so lange wie möglich vermeiden. So sagte Blake schon früh für Meetings in Shanghai und Doha zu, während Bolt in der Karibik und den USA startete.
Am 13. April verletzte er sich bei den UTech Classics, bei denen er über 100 Meter an den Start ging. Zunächst schien es nur ein Krampf zu sein, ein MRT ergab jedoch später, dass die Verletzung schlimmer war als zuvor angenommen.
In der Folge musste er seine Teilnahme für die drei Meetings in Kingston, Doha und Shanghai absagen. Auch im Juni, wo die jamaikanischen Meisterschaften stattfanden, ging er bei keinem internationalen Meeting an den Start. Berichte der Zeitung Jamaica Observer Ende Juni, dass Blake wegen einer geplanten Operation nicht bei den Weltmeisterschaften teilnehmen werde und somit auch nicht im jamaikanischen Kader stehe, dementierte sein Manager Cubie Seegobin umgehend.
Am 17. Juli musste dieser aber bekannt geben, dass Blake wegen der im April erlittenen Blessur nicht bei den Weltmeisterschaften teilnehmen werde, was auch sein vorzeitiges Saisonende bedeutete.

### 2014
Nach seiner Verletzung startete Blake zunächst nur bei kleineren lokalen Meetings. Am 8. Februar gab er bei den Camperdown Classics über die 400-Meter-Distanz sein Comeback. Er kam nach 47,20 s als Sechster ins Ziel. Ebenfalls in Kingston absolvierte er einen Staffellauf, bei dem sein Racers-Lion-Team in 38,13 s siegte, und einen 200-Meter-Lauf, den er trotz Trainings- und Fitnessrückständen mit 20,49 s gewann.
Die internationale Bühne betrat er im Mai bei den Great City Games in Manchester. Mit 14,71 s lief er die viertschnellste jemals über die 150-Meter-Distanz gelaufene Zeit. Als Mitglied der jamaikanischen 4-mal-100- und 4-mal-200-Meter-Staffel siegte er bei den erstmals ausgetragenen IAAF World Relays. Am 24. Mai stellte die jamaikanische Mannschaft dort mit 1:18,63 min einen neuen Weltrekord auf, ehe sie einen Tag später in 37,77 s ihre Position als die Nation der Spitzensprinter festigen konnte. In einer anderen Form präsentierte Blake sich hingegen bei den folgenden Diamond-League-Meetings. In New York wurde er nach einem katastrophalen Start nur Zweiter in 10,21 s und in Lausanne machte sich bei einem 200-Meter-Lauf in 20,48 s seine fehlende Kondition bemerkbar. In Glasgow verletzte er sich am 11. Juli beim Sprint am Oberschenkel und musste infolgedessen seinen Start bei den Commonwealth Games 2014 absagen und die Saison beenden.

### 2015
Nach seinen Oberschenkelverletzungen in den beiden Vorjahren trat Blake 2015 bei den Jamaica Outdoor National Championships an. Er schied im 100-Meter-Halbfinale knapp als Neunter mit einer Zeit von 10,36 s aus und verzichtete anschließend auf die Teilnahme am 200-Meter-Lauf. Seinem Trainer Glen Mills zufolge muss Blake die Angst vor einer weiteren Verletzung überwinden.

### 2016
2016 gelang Blake der Wiedereinstieg in die Weltspitze, Unter anderem konnte er bei mehreren Wettbewerben zum ersten Mal seit vier Jahren eine Zeit unter zehn Sekunden laufen. In dem Jahr verteidigte er die Titel über 100 mit einer Zeit von 9,95 s und einem Lauf über 200 Meter in 20,29 s bei den jamaikanischen Meisterschaften.
Er verfehlte mit seiner Saisonbestleistung von 9,93 s bei den Olympischen Spielen 2016 in Rio de Janeiro knapp die Bronzemedaille über 100 Meter. Im 200-Meter-Lauf verpasste er den Finaleinzug als Sechster im Halbfinale. Mit der 4-mal-100-Meter-Staffel gewann Blake mit einer Zeit von 37,27 s die zweite olympische Goldmedaille seiner Karriere.

### 2017
Im folgenden Jahr gewann er die Bronzemedaille im 200-Meter-Staffellauf bei den IAAF World Relays 2017, im 4-mal-100-Meter-Lauf verlor sein Mannschaftskollege den Staffelstab, sodass er das Rennen nicht abschließen konnte. Bei den nationalen Meisterschaften blieb Blake zum ersten Mal seit 2012 sowohl im 100-Meter-Lauf und zehn Sekunden und unter zwanzig Sekunden im 200-Meter-Lauf, womit er beide Titel verteidigte.
Bei den Weltmeisterschaften 2017 in London, dem letzten Einzelwettkampf bei dem sein Landsmann Bolt antrat, blieb er 0,04 s hinter diesem zurück und verpasste als Vierter eine Medaille. Den 4-Mal-100-Meter-Lauf musste Bolt wegen einer Verletzung aufgeben, sodass Blake und sein Team den Wettkampf nicht beenden konnten.

### 2018
Blake begann früh seine Saisonvorbereitung für die Commonwealth Games 2018 und trat als Favorit an. Im Halbfinale des 100-Meter-Wettbewerbs lief er mit 10,06 s die beste Zeit aller Teilnehmer. Im Finallauf stolperte Blake beim Start und konnte mit einer Zeit von 10,19 s nur noch die Bronzemedaille gewinnen. Auch in der Staffel musste das jamaikanische Team sich den Mannschaften aus England und Südafrika geschlagen geben und wurde in einer Zeit von 38,35 s Dritter.
Bei den nationalen Meisterschaften legte er im Halbfinale des 100-Meter Laufs einen Fehlstart hin und wurde disqualifiziert. Zudem zog er seine Teilnahme über 200 Meter zurück und verlor so beide Titel ohne im Finale angetreten zu sein.

### 2019
Anfang 2019 trennte sich Blake von seinem langjährigen Trainer Glen Mills nach einer Meinungsverschiedenheit. Mehrere Athleten warfen dem Trainer vor Bolt bevorzugt zu haben. Unter seinem neuen Trainer Patrick Dawson siegte Blake bei der nationalen jamaikanischen Meisterschaft in 9,96 s und in der Birmingham Diamond League mit 10,07 s über die 100-Meter-Distanz.
Bei den Weltmeisterschaften 2019 in Doha wurde Blake mit einer Zeit von 9,97 s Fünfter im 100-Meter-Lauf und verpasste den Finaleinzug in der 200-Meter-Konkurrenz. Ende des Jahres wurde Gregory Little Blakes neuer Trainer.

### 2021
Nachdem 2020 nur wenige Wettkämpfe ausgetragen wurden, trat Blake mit einer Jahresbestzeit von 9,95 s über 100 Meter, die er bei der American Track League gelaufen war, bei den verschobenen Olympischen Spielen in Tokio an. Im 100-Meter-Lauf wurde Blake in seinem Halbfinallauf mit 10,14 s Sechster. Die 4-mal-100-Meter-Staffel aus Jamaika wurde im Finale Fünfter mit einer Zeit von 37,84 s.

## Statistiken
| Event     | Zeit (s)         | Ort                                  | Datum              |
| --------- | ---------------- | ------------------------------------ | ------------------ |
| 60 Meter  | 6,75             | Madison Square Garden, New York, USA | 1. Februar 2008    |
| 100 Meter | 9,69 (−0,1 m/s)  | Lausanne, Schweiz                    | 23. August 2012    |
| 150 Meter | 14,71 (+1,3 m/s) | Manchester, Vereinigtes Königreich   | 17. Mai 2014       |
| 200 Meter | 19,26 (+0,7 m/s) | Brüssel, Belgien                     | 16. September 2011 |
| 400 Meter | 46,32            | Kingston, Jamaika                    | 23. März 2013      |

Windlegale 100-Meter-Zeiten unter 10 Sekunden
(maximal legaler Wind = 2 m/s)
| Zeit (s) | Wind (m/s) | Datum         | Ort            |
| -------- | ---------- | ------------- | -------------- |
| 9,69     | −0,1       | 24. Aug. 2012 | Lausanne       |
| 9,75     | 1,1        | 29. Juni 2012 | Kingston       |
| 9,75     | 1,5        | 5. Aug. 2012  | London         |
| 9,76     | 1,4        | 30. Aug. 2012 | Zürich         |
| 9,82     | 0,1        | 11. Sep. 2011 | Berlin         |
| 9,82     | 0,0        | 8. Sep. 2011  | Zürich         |
| 9,84     | 0,5        | 9. Mai 2012   | Kayman-Inseln  |
| 9,85     | 1,6        | 17. Juli 2012 | Luzern         |
| 9,85     | 1,7        | 5. Aug. 2012  | London         |
| 9,89     | −0,4       | 13. Aug. 2010 | London         |
| 9,90     | 0,7        | 9. Juni 2012  | New York       |
| 9,90     | 1,6        | 14. Apr. 2012 | Kingston       |
| 9,91     | 0,1        | 27. Aug. 2010 | Brüssel        |
| 9,92     | −1,4       | 28. Aug. 2011 | Daegu          |
| 9,93     | −0,2       | 17. Juli 2009 | Paris          |
| 9,93     | 0,2        | 14. Aug. 2016 | Rio de Janeiro |
| 9,93     | 0,4        | 20. Mai 2017  | Kingston       |
| 9,94     | 1,0        | 11. Juni 2016 | Kingston       |
| 9,95     | −1,6       | 5. Aug. 2011  | London         |
| 9,95     | −0,4       | 28. Aug. 2011 | Daegu          |
| 9,95     | −0,3       | 16. Juli 2010 | Paris          |
| 9,95     | 0,4        | 1. Juli 2016  | Kingston       |
| 9,95     | 0,7        | 1. Juli 2016  | Kingston       |
| 9,95     | 0,9        | 7. Juni 2011  | Montreuil      |
| 9,95     | 1,4        | 16. Apr. 2016 | Kingston       |
| 9,96     | 0,4        | 10. Juli 2009 | Rom            |
| 9,96     | 0,5        | 8. Juli 2011  | Lausanne       |
| 9,96     | 1,5        | 29. Juni 2012 | Kingston       |
| 9,97     | 0,6        | 24. Juni 2011 | Kingston       |
| 9,98     | 0,5        | 12. Juni 2011 | Straßburg      |

| Nachgewiesenes Doping |
| --------------------- |

Windlegale 200-Meter-Zeiten unter 20 Sekunden
(maximal legaler Wind = 2 m/s)
| Zeit (s) | Wind (m/s) | Datum         | Ort      |
| -------- | ---------- | ------------- | -------- |
| 19,26    | 0,7        | 16. Sep. 2011 | Brüssel  |
| 19,44    | 0,4        | 9. Aug. 2012  | London   |
| 19,54    | 0,0        | 7. Sep. 2012  | Brüssel  |
| 19,78    | 0,1        | 22. Juli 2010 | Monaco   |
| 19,80    | −0,5       | 1. Juli 2012  | Kingston |
| 19,86    | 0,4        | 19. Aug. 2010 | Zürich   |
| 19,91    | 1,1        | 5. Mai 2012   | Kingston |
| 19,93    | 1,7        | 30. Juni 2012 | Kingston |

|  |  |  |

| Veranstaltung                                   | 2016 | 2015 | 2014 | 2013 | 2012 | 2011 | 2010 |
| ----------------------------------------------- | ---- | ---- | ---- | ---- | ---- | ---- | ---- |
| Olympische Spiele                               | 4F   | NA   | NA   | NA   | 2F   | NA   | NA   |
| Olympische Spiele                               | HF   | NA   | NA   | NA   | 2F   | NA   | NA   |
| Weltmeisterschaften                             | NA   | -    | NA   | -    | NA   | 1 F  | NA   |
| Weltmeisterschaften                             | NA   | -    | NA   | -    | -    | NA   |      |
| Diamond League in Doha                          | -    | -    | -    | -    | -    | -    | -    |
| Diamond League in Shanghai                      | -    | -    | -    | -    | -    | -    | -    |
| Diamond League in Rom                           | -    | -    | -    | -    | -    | -    | -    |
| Diamond League in Eugene                        | -    | -    | -    | -    | -    | -    | -    |
| Diamond League in Oslo                          | -    | -    | -    | -    | -    | -    | -    |
| Diamond League in New York (seit 2016 in Rabat) | -    | -    | 2    | -    | 1    | -    | 2    |
| Diamond League in Saint-Denis                   | -    | -    | -    | -    | -    | -    | 3    |
| Diamond League in London                        | -    | -    | DNF  | -    | -    | 1 F  | 2 F  |
| Diamond League in Monaco                        | -    | -    | -    | -    | -    | -    | 2    |
| Diamond League in Stockholm                     | -    | -    | -    | -    | -    | -    | -    |
| Diamond League in Lausanne                      | -    | -    | 6    | -    | 1    | -    | 2    |
| Diamond League in Birmingham                    | -    | -    | -    | -    | -    | -    | -    |
| Diamond League Finale in Zürich                 | -    | -    | -    | -    | 1 F  | 1 F  | 2    |
| Diamond League Finale in Brüssel                | -    | -    | -    | -    | 1    | 1    | 3 F  |

| Veranstaltung                 | 2009 |
| ----------------------------- | ---- |
| Olympische Spiele             | NA   |
| Olympische Spiele             | NA   |
| Weltmeisterschaften           | -    |
| Weltmeisterschaften           | -    |
| IAAF Weltfinale               | 2    |
| Golden League in Oslo         | -    |
| Golden League in Rom          | DOP  |
| Golden League in Paris        | DOP  |
| Golden League in Zürich       | -    |
| Golden League in Brüssel      | -    |
| Golden League in Berlin       | -    |
| Super Grand Prix in Doha      | -    |
| Super Grand Prix in Monaco    | -    |
| Super Grand Prix in Lausanne  | -    |
| Super Grand Prix in Stockholm | -    |
| Super Grand Prix in London    | -    |

| Abkürzungen: |   |        |  |    |   |            |  |     |   |                  |  |     |   |                |    |   |                   |  |     |   |        |
|              |   |        |  |    |   |            |  |     |   |                  |  |     |   |                |    |   |                   |  |     |   |        |
| F            | = | Finale |  | HF | = | Halbfinale |  | DSQ | = | Disqualifikation |  | DNF | = | Did not finish | NA | = | nicht ausgetragen |  | DOP | = | Doping |

| 100 Meter |
| 200 Meter |
| --------- |